# Нанкинский договор
Нанки́нский договор — договор, заключённый 29 августа 1842 года между Китаем (Цинской империей) и Великобританией, в результате поражения Китая в Первой опиумной войне (1840—1842).
По этому договору к Великобритании отошёл Гонконг, Китаем была выплачена огромная контрибуция (ок. 21 000 000 долларов), кроме Кантона открывались ещё четыре китайских порта для иностранной торговли: Амой, Фучжоу, Нинбо и Шанхай.
Одним из наиболее необычных и унизительных для Китая условий договора было обязательство Китая выплатить 6 000 000 долларов в счет конфискованного китайскими властями в Кантоне перед войной контрабандного опиума.
Дополнением к договору был Хумэньский договор, подписанный между Китаем и Великобританией недалеко от Гуанчжоу.
В Китае Нанкинский договор как правило рассматривается как первый из неравноправных договоров, которые Цинская империя была вынуждена подписать с иностранными державами в XIX — начале XX веков. (Некоторые западные историки, впрочем, считают первым таким договором Китая договор, подписанный Цинской империей в 1832 году с Кокандским ханством.)